# Krvavá neděle na Volyni
Krvavá neděle na Volyni je označení chronologicky sladěných organizovaných masových vražd, které proběhly 11. července 1943. Krvavá neděle na Volyni byla vyvrcholením masakru na Volyni, systematického a plánovaného masového vyhlazování civilistů polské národnosti partyzány Organizace ukrajinských nacionalistů Stepana Bandery (OUN-B), Ukrajinskou povstaleckou armádou (UPA) a ukrajinskými civilisty. Během tohoto dne byli civilisté polské národnosti napadeni v 99 lokalitách, především v tehdejších okresech Volynskovolodymyrském a Horochivském. Ve dnech, které následovaly, masakr pokračoval.

## Masakr na Volyni
Od února 1943 OUN-B a jeho ozbrojené křídlo – UPA zahájily útoky na polské obyvatelstvo na Volyni. Až do července 1943 ozbrojené síly ukrajinských nacionalistů, které se nacházely ve fázi vytváření a konsolidace jednotek, byly schopny provést akce pouze v omezeném rozsahu, a to zejména na východě Volyně (zvláště aktivní ve vyhlazování Poláků se ukázal Ivan Lytvynčuk nazývaný "Dubowyj" a Petro Olijnyk nazývaný "Enej"). V květnu a červnu 1943 ve vedení UPA dozrál plán synchronizovaného útoku na polské osady k masovému vraždění Poláků na Volyni. Plán byl podpořen jednotkami banderovců spojujících ukrajinské stoupence různého původu (bulbovce, melnykovce), často i násilím spojujících oddíly UPA.
Jak tvrdí velitel okrsku "Turiw" Jurij Stelmaszczuk nazývaný "Rudyj" v prohlášeních po válce při výslechu NKVD po svém zatčení, v červnu 1943 velitel UPA Dmytro Kljačkivsky nazývaný "Klym Savur" nařídil vyhlazení Poláků na Volyni.
V červnu 1943, se setkal v kołkowském lese s Klymem Savurem a náměstkem generálního štábu Andruszczenkem. Savur mi dal rozkaz k vyvraždění všech Poláků v okrese Kovel.

Do té doby, tedy do konce června 1943, oddíly ukrajinských nacionalistů zabily na Volyni 9–15 tisíc Poláků.

## Příprava krvavé něděle
První červencové číslo deníku UPA "Do zbroji" slíbilo "hanebnou smrt" všem Polákům, kteří zůstanou na Ukrajině.
Plány UPA předpokládaly zahájení vyhlazovací akce v co největším územním rozsahu, aby UPA překvapila obyvatele polské národnosti a zabránila jim v přípravě obranných akcí. Akce ve Volynskovolodymyrském okrese předcházelo shromažďování oddílů UPA v zawidowských lesích. Čtyři dny před začátkem akce agitátoři, kteří přišli z východní Haliče, konali v ukrajinských vesnicích setkání, aby přesvědčili obyvatele, že je třeba vyvraždit Poláky. Aby Poláci neměli podezření, dva dny před masakrem obyvatel polské národnosti distribuovali letáky vyzývající k sjednocení Ukrajinců v boji proti Němcům a Sovětům.
Jako den zahájení akce byla zvolena neděle, kdy bylo možné najít největší počet Poláků v kostelech. V tomto termínu byl slaven populární pravoslavný svátek svatého Petra a Pavla.
Na začátku července 1943 se polské podzemní hnutí pokusilo vyjednávat s banderovými oddíly OUN, aby byl zastavena vlna vraždění. Počáteční diskuse s místním velitelem SB OUN Szabaturą proběhla v blízkosti obce Świnarzyna dne 7. července 1943. Na další schůzku dne 10. 7. 1943 přišel v čele regionální delegace jako zplnomocněnec advokát Zygmunt Ruml nazývaný  "Krzysztof Poreba" a zástupce okresu armády Armii Krajowej Volyň Krzysztof Markiewicz nazývaný "Ďábel", a řidič Witold Dobrowolski. Markiewicz znal Szabaturęho ze školy a jako gesto dobré vůle Poláci na schůzku nepřišli s ozbrojeným doprovodem. Po příjezdu na místo jednání (obec Kustycze), byli všichni tři zatčeni Ukrajinci a zavražděni. Neozbrojení vyjednavači byli pravděpodobně roztrháni koňmi na kusy.

## Masakr 11. července
V noci z 10 až 11. července 1943 se s podporou oddílů UPA ukrajinští rolníci (mobilizovaní v tzv. sebeobranných oddílech) spojili v koordinovaném útoku na vesnice, kde žili Poláci. Došlo k tomu především v tehdejších okresech Volynskovolodymyrském, Horochivském a Kovelském.
Jeden z prvních masakrů se udál v Dominopolu, vykonal jej ve spolupráci s UPA partyzánský oddíl Stanislava (Celestina?) Dabrowského. Pachatelé (pravděpodobně pod vedením "Sič" Antoniuka) zabili asi 220 Poláků. Přibližně ve 2:30 UPA napadla Gurów a zabila 200 Poláků. O půl hodiny později titíž pachatelé zaútočili na obec Wygranki, kde zabili 150 lidí.
Vrahové se pohybovali ve specializovaných skupinách – některé jednotky obklíčily vesnice, další je napadly a oběti shromáždili na jednom místě. Poté oběti zmasakrovali. Do vraždění zraněných, prchajících a loupení byli zapojeni ukrajinští rolníci. Vojáci UPA se po masakru na jednom místě rychle přemístili do další vesnice, která byla určena k vyhlazení.
V několika případech (Chrynóv, Krymno, Kisielin, Poryck, Zabłoćce) byl masakr spáchán na neozbrojených civilistech polské národnosti, kteří se sešli na mši v kostele. V Chrynově bylo takto zavražděno 150 osob, v Krymně 40 osob, v Porycku 200 osob a Zabločách 76. V Kisielině bylo zavražděno 90 obyvatel polské národnosti, ale některým z věřících se podařilo zabarikádovat na faře a bránit se před útoky. Během útoků na kostely byli také zavražděni dva kněží (Josef Alexandrovič v Zabločách a Jan Kotwicki v Chrynově). Farář Witold Kowalski z obce Kisielin byl vážně zraněn. Kaplan Boleslaw Szawłowski podle protikladných zpráv také zemřel 11. července (v kostele v Porycku) nebo byl jen zraněn a členové UPA ho následující den našli a zavraždili.
Obyvatelé polské národnosti byli zabíjeni střelbou, sekerami, vidlemi, kosami a srpy, pilami, noži, kladivy a dalšími nástroji. Nezřídka byly vraždy provedeny zvláště brutálními a zavrženíhodnými způsoby a oběti byly mučeny. Často nebyly polské budovy spáleny ihned, ale po několika dnech, kdy na místě byli zavražděni i zbylí přeživší, kteří se vrátili do svých domovů.
Grzegorz Motyka píše, že 11. července 1943 vojáci UPA zaútočili na 99 míst, kde žili Poláci.  Timothy Snyder tvrdí, že "od večera 11.07.1943 do rána 12. července," zaútočila UPA v 167 místech. Oddíly UPA 12. července napadly 50 vesnic. Útoky pokračovaly ve dnech, které následovaly. Cílem útoků v červenci 1943 se stalo 520 vesnic a osad, bylo zavražděno asi 10 až 11.000 Poláků.
Grzegorz Motyka uvádí, že 11.7.1943 byl pro Poláky jeden z nejtragičtějších dní druhé světové války.

## Pietní akce
Členové klubů PiS, PSL, SLD a polské Solidarity se snaží prosadit 11. červenec jako Den vzpomínky na mučednictví obyvatel v Kresech (bývalé Polské pohraničí)..

## Popírání masakru
Volodymyr Wiatrowycz, ukrajinský historik, ve své knize "Druhá polsko-ukrajinská válka 1942–1947" popírá skutečnost, že by masakry dne 11. července 1943 byly jakkoliv organizovány OUN a UPA. Podle něj jsou polské zprávy potvrzující tuto skutečnost nespolehlivé, protože nejsou podporovány dokumenty OUN. Také vyvolává pochybnosti Wiatrowycza údajně "zázračně" rostoucí počet těchto útoků použitých v následujících publikacích. Tento postoj byl kritizován Andrejem Ziębou Perem Andersem Rudlingem a Grzegorzem Motykou. Tento autor Viatrovičovo dílo komentoval takto:
Autor knihy "Druhá polsko-ukrajinská válka 1942-1947" považuje za nesmírně důležité stanovit nade vší pochybnost, kolik polských vesnic bylo masakrováno 11.7.1943. Souhlasím s ním v hodnocení závažnosti věci, a proto mu musím říci, jakým způsobem může odůvodnit polským historikům, jak moc jsou (včetně mne), nespolehliví a megalomanští, že trvají na jimi stanovených počtech. Ve svých knihách podává názvy co nejméně toho dne vyvražděných vesnic (u prací i Siemaszka by Viatrovič pravděpodobně s trochou snahy našel úplný seznam devadesát devíti osad napadených ten den). Stačí aby prokázal, že v tyto konkrétní vesnice nikdy nikoho nevyvraždil. Kdo ví, možná tam ty osady ještě jsou?… …Je mi to líto, ale žádné dokumenty OUN a UPA rozsáhlé a úplné informace o útocích nejsou, ale podle mne to není dostatečný důkaz, že desítky svědků, kteří zázračně přežili masakr pouze podlehlo kolektivní halucinaci. Zvlášť, když jsem si vybral Litopys UPA a v zpravodaji "Z válečných zákopů v Siči" četl: "11. července 1943 na Byskupczyn (Biskupcze) s jednotkou číslo 6. vyrazilo 30 lidí, aby provedla likvidaci seksotů (tajných spolupracovníků - poznámka editora Grzegorz Motyka) rekrutovaných mezi polskými obyvateli. Bylo eliminováno asi 2000 lidí. Na naší straně nebyly oběti žádné."

| Okres                      | Obec                                  | Místo masakru                              | Počet zavražděných      | Komentáře                                                                                       |
| -------------------------- | ------------------------------------- | ------------------------------------------ | ----------------------- | ----------------------------------------------------------------------------------------------- |
| okres horochivský          | Obec Chorów (okres horochivský)       | Bakonówka                                  | více než 21             | Spalono wiele gospodarstw.                                                                      |
| okres horochivský          | Obec Chorów (okres horochivský)       | majątek Janin                              | okolo 50                | Z Janina sprawcy udali się do Zamlicz.                                                          |
| okres horochivský          | Obec Chorów (okres horochivský)       | Piatykory                                  | 3                       |                                                                                                 |
| okres horochivský          | Obec Chorów (okres horochivský)       | Zachorów Nowy                              | 30                      | Provedla jednotka SB OUN pod vedením Vasila Melnyka "Czumaka"                                   |
| okres horochivský          | Obec Chorów (okres horochivský)       | wieś i majątek Zamlicze                    | 118                     | Podrobnější informace naleznete v článku Masakr v Zamličach .                                   |
| okres horochivský          | obec Kisielin                         | Kisielin                                   | 90                      | Podrobnější informace naleznete v článku Masakr v Kisielině .                                   |
| okres horochivský          | obec Podberezie                       | Koziatyn                                   | 21                      | 16 zavražděných na místě a 5 osob na hranici s GG.                                              |
| okres horochivský          | obec Skobełka                         | Musin (Marianówka)                         | neznámá                 | Kolonie byla vypálena.                                                                          |
| okres horochivský          | obec Skobełka                         | nádraží Zwiniacze                          | 0                       | Mezi 11. do 19. července bylo v obležení milice UPA, ozbrojení železničáři se ubránili.         |
| okres horochivský          | obec Świniuchy                        | Bubnów                                     | 7                       | K útoku došlo v noci 10. až 11. nebo 12. červenci. Hospodářství polských obyvatel byla spálena. |
| okres horochivský          | obec Świniuchy                        | Liniów                                     | 70                      |                                                                                                 |
| okres horochivský          | obec Świniuchy                        | Sienkiewicze                               | všichni obyvatelé osady | Útok byl proveden 11. nebo 12. července.                                                        |
| okres horochivský          | není jasný okres                      | jedna budova nadlesníka                    | 1                       |                                                                                                 |
| okres horochivský          | není jasný okres                      | jeden ze statků Ledochovských              | 2                       |                                                                                                 |
| okres Kowelský             | obec Krymno                           | Krymno                                     | 40                      | Zavražděni věřící, kteří se sešli v kapli na bohoslužbu.                                        |
| okres Kowelský             | obec Turzysk                          | Kowalówka                                  | 5                       |                                                                                                 |
| okres Kowelský             | obec Turzysk                          | Rewuszki                                   | 2                       | Masakr proveden v noci z 10. na 11. července.                                                   |
| Lucký okres                | obec Silno                            | Antonówka                                  | 4                       |                                                                                                 |
| Rovenský okres             | obec Korzec                           | Szytnia                                    | 1                       |                                                                                                 |
| Rovenský okres             | obec Korzec                           | Zabara                                     | 2                       |                                                                                                 |
| okres Volynskovolodymyrský | obec Chotiačov                        | Brzezina                                   | neznámo                 | Masakr proveden během 11.–12. července.                                                         |
| okres Volynskovolodymyrský | obec Chotiačov                        | Bużanka                                    | 14                      |                                                                                                 |
| okres Volynskovolodymyrský | obec Chotiačov                        | Nowojanka                                  | co najmniej 12          | Vypálena hospodářství obyvatel polské národnosti. Útok proveden 11. nebo 12. července.          |
| okres Volynskovolodymyrský | obec Chotiačov                        | nemovitost Suchodoly                       | 80                      |                                                                                                 |
| okres Volynskovolodymyrský | obec Chotiačov                        | ves Suchodoly                              | neznámo                 | Většina Poláků byla zavražděna.                                                                 |
| okres Volynskovolodymyrský | obec Grzybowica                       | Biskupcze Szlacheckie                      | neznámo                 |                                                                                                 |
| okres Volynskovolodymyrský | obec Grzybowica                       | Brzezina                                   | neznámo                 |                                                                                                 |
| okres Volynskovolodymyrský | obec Grzybowica                       | Chrynów                                    | 150                     | Podrobnější informace naleznete v článku Masakr v Chrynowie .                                   |
| okres Volynskovolodymyrský | obec Grzybowica                       | Czerniaków                                 | neznámo                 |                                                                                                 |
| okres Volynskovolodymyrský | obec Grzybowica                       | Franopol                                   | 9                       |                                                                                                 |
| okres Volynskovolodymyrský | obec Grzybowica                       | Grzybowica                                 | více než 34             |                                                                                                 |
| okres Volynskovolodymyrský | obec Grzybowica                       | Gucin                                      | 147                     | Podrobnější informace naleznete v článku Masakr v Gucinie .                                     |
| okres Volynskovolodymyrský | obec Grzybowica                       | Gurów                                      | 202                     | Podrobnější informace naleznete v článku Masakr v Gurowie .                                     |
| okres Volynskovolodymyrský | obec Grzybowica                       | Janiewicze                                 | neznámo                 | Domy polských obyvatel spáleny.                                                                 |
| okres Volynskovolodymyrský | obec Grzybowica                       | Korczunek                                  | neznámo                 |                                                                                                 |
| okres Volynskovolodymyrský | obec Grzybowica                       | Kropiwszczyzna                             | více než 20             |                                                                                                 |
| okres Volynskovolodymyrský | obec Grzybowica                       | Litowież                                   | 1                       |                                                                                                 |
| okres Volynskovolodymyrský | obec Grzybowica                       | Myszów                                     | neznámo                 | Oběti Gucina přemístěni na místo, kde byli zavražděni.                                          |
| okres Volynskovolodymyrský | obec Grzybowica                       | Nowiny                                     | okolo 80                |                                                                                                 |
| okres Volynskovolodymyrský | obec Grzybowica                       | Sądowa                                     | 160                     | Podrobnější informace naleznete v článku Masakr v Sądowej .                                     |
| okres Volynskovolodymyrský | obec Grzybowica                       | Stasin                                     | 105                     | Podrobnější informace naleznete v článku Masakr v Stasinie .                                    |
| okres Volynskovolodymyrský | obec Grzybowica                       | Wygranka                                   | 150                     | Podrobnější informace naleznete v článku Masakr v Wygrance .                                    |
| okres Volynskovolodymyrský | obec Grzybowica                       | Zabłoćce                                   | 76                      | Mord odbył się w kościele.                                                                      |
| okres Volynskovolodymyrský | obec Grzybowica                       | osídlení v Żdżary Duże                     | 51                      |                                                                                                 |
| okres Volynskovolodymyrský | obec Grzybowica                       | ves Żdżary Duże                            | neznámo                 |                                                                                                 |
| okres Volynskovolodymyrský | obec Korytnica (vojvodství Volyňské)  | kolonie Strzelecka                         | 60                      | Masakr proveden 11. nebo 12. července                                                           |
| okres Volynskovolodymyrský | obec Korytnica (vojvodství Volyňské)  | Turówka                                    | 49                      |                                                                                                 |
| okres Volynskovolodymyrský | obec Korytnica (vojvodství Volyňské)  | Wydranka                                   | desítky                 |                                                                                                 |
| okres Volynskovolodymyrský | obec Mikulicze                        | majątek Biskupicze Górne                   | 70                      |                                                                                                 |
| okres Volynskovolodymyrský | obec Mikulicze                        | ves a kolonie Biskupcze Górne              | nejméně 20              |                                                                                                 |
| okres Volynskovolodymyrský | obec Mikulicze                        | kolonie Bubnów                             | nejméně 1               |                                                                                                 |
| okres Volynskovolodymyrský | obec Mikulicze                        | ves, nemovitost a nádraží Bubnów           | 1                       |                                                                                                 |
| okres Volynskovolodymyrský | obec Mikulicze                        | Chobułtowa                                 | více než 3              |                                                                                                 |
| okres Volynskovolodymyrský | obec Mikulicze                        | Markostaw                                  | 44                      | Masakr proveden 11. nebo 12. července.                                                          |
| okres Volynskovolodymyrský | obec Mikulicze                        | Mikuliče                                   | 24                      |                                                                                                 |
| okres Volynskovolodymyrský | obec Mikulicze                        | Orlęta                                     | okolo 50                |                                                                                                 |
| okres Volynskovolodymyrský | obec Mikulicze                        | Sielec                                     | 1                       |                                                                                                 |
| okres Volynskovolodymyrský | obec Mikulicze                        | Wandówka                                   | neznámo                 | Masakr vykonán 11. nebo 12. července                                                            |
| okres Volynskovolodymyrský | obec Mikulicze                        | Zygmuntówka                                | desítky                 |                                                                                                 |
| okres Volynskovolodymyrský | obec Poryck                           | Dolinka                                    | neznámo                 | Vraždy provedeny 11. července nebo následující dny.                                             |
| okres Volynskovolodymyrský | obec Poryck                           | Holendernia                                | 7                       |                                                                                                 |
| okres Volynskovolodymyrský | obec Poryck                           | ves Iwanicze Stare a kolonie Iwanicze Nowe | více než 9              |                                                                                                 |
| okres Volynskovolodymyrský | obec Poryck                           | nádraží Iwanicze                           | neznámo                 |                                                                                                 |
| okres Volynskovolodymyrský | obec Poryck                           | Jerzyn                                     | 51                      | Masakr provedl stejný oddíl, který vraždil v Porycku.                                           |
| okres Volynskovolodymyrský | obec Poryck                           | Kłopoczyn                                  | 15                      |                                                                                                 |
| okres Volynskovolodymyrský | obec Poryck                           | Lachów                                     | nejméně 21              |                                                                                                 |
| okres Volynskovolodymyrský | obec Poryck                           | Łysa Góra                                  | 6                       | Masakr vykonán 11. nebo 12. července.                                                           |
| okres Volynskovolodymyrský | obec Poryck                           | Marysin                                    | neznámo                 | Budovy polských obyvatel spáleny.                                                               |
| okres Volynskovolodymyrský | obec Poryck                           | Michałówka                                 | 3                       | Masakr vykonán 11. nebo 12. července.                                                           |
| okres Volynskovolodymyrský | obec Poryck                           | Milatyn                                    | neznámo                 | Budovy polských obyvatel spáleny.                                                               |
| okres Volynskovolodymyrský | obec Poryck                           | Olin                                       | neznámo                 | Vraždy provedeny 11. července nebo následující dny                                              |
| okres Volynskovolodymyrský | obec Poryck                           | Orzeszyn                                   | 306                     | Podrobnější informace naleznete v článku Masakr v Orzeszynie .                                  |
| okres Volynskovolodymyrský | obec Poryck                           | Pawłówka                                   | 10                      |                                                                                                 |
| okres Volynskovolodymyrský | obec Poryck                           | Pelagin                                    | neznámo                 | Vraždy provedeny 11. července nebo následující dny                                              |
| okres Volynskovolodymyrský | obec Poryck                           | Poryck                                     | 200                     | Podrobnější informace naleznete v článku Masakr v Porycku .                                     |
| okres Volynskovolodymyrský | obec Poryck                           | Poryck Stary                               | více než 5              | Vraždy provedeny 11. července nebo následující dny                                              |
| okres Volynskovolodymyrský | obec Poryck                           | Przesławicze                               | neznámo                 | Vraždy provedeny 11. července nebo následující dny                                              |
| okres Volynskovolodymyrský | obec Poryck                           | Romanówka                                  | více než 15             |                                                                                                 |
| okres Volynskovolodymyrský | obec Poryck                           | Rykowicze                                  | neznámo                 | Vraždy provedeny 11. července nebo následující dny                                              |
| okres Volynskovolodymyrský | obec Poryck                           | Samowola                                   | neznámo                 | Vraždy provedeny 11. července nebo následující dny                                              |
| okres Volynskovolodymyrský | obec Poryck                           | Szczeniutyn Duży                           | více než 3              | Vraždy provedeny 11. července nebo následující dny, domy polských obyvatel spáleny.             |
| okres Volynskovolodymyrský | obec Poryck                           | Szczeniutyn Mały                           | neznámo                 | Vraždy provedeny 11. července nebo následující dny.                                             |
| okres Volynskovolodymyrský | obec Poryck                           | Topieliszcze                               | více než 14             | Vraždy provedeny 11. července nebo následující dny.                                             |
| okres Volynskovolodymyrský | obec Poryck                           | Witoldów                                   | 6                       |                                                                                                 |
| okres Volynskovolodymyrský | obec Poryck                           | Witoldówka                                 | 0                       | Obyvatelům polské národnosti se podařilo uniknout před útokem.                                  |
| okres Volynskovolodymyrský | obec Poryck                           | Wolica                                     | 14                      |                                                                                                 |
| okres Volynskovolodymyrský | obec Poryck                           | Zaszkiewicze Nowe                          | neznámo                 | Vraždy byly provedeny 11. července nebo následující dny                                         |
| okres Volynskovolodymyrský | obec Poryck                           | Zaszkiewicze Stare                         | 5                       |                                                                                                 |
| okres Volynskovolodymyrský | obec Poryck                           | Zawidów                                    | 3                       | Vraždy byly provedeny v noci z 10. na 11. července.                                             |
| okres Volynskovolodymyrský | obec Poryck                           | Zygmuntówka                                | více než 1              |                                                                                                 |
| okres Volynskovolodymyrský | Obec Werba okres Volynskovolodymyrský | Dominopol                                  | nejméně 220             | Podrobnější informace naleznete v článku Masakr v Dominopolu .                                  |
| okres Volynskovolodymyrský | Obec Werba okres Volynskovolodymyrský | Oseredek Nowy                              | 2                       |                                                                                                 |
| okres Volynskovolodymyrský | Obec Werba okres Volynskovolodymyrský | Piński Most                                | 29                      |                                                                                                 |
| okres Volynskovolodymyrský | Obec Werba okres Volynskovolodymyrský | Wołczak                                    | 9                       |                                                                                                 |
| okres Volynskovolodymyrský | neustálené místo okresu               | jedna ze vsí k. Poryck                     | 4                       |                                                                                                 |
| okres Volynskovolodymyrský | neustálené místo okresu               | ves k. Sadové                              | 13                      |                                                                                                 |